# Swiss Indoors 1975
Lo Swiss Indoors 1975, noto anche come Davidoff Swiss Indoors per motivi di sponsorizzazione, è stato un torneo di tennis giocato sul sintetico indoor. È stata la 6ª edizione del torneo e faceva parte del Commercial Union Assurance Grand Prix 1975. Si è giocato a Basilea in Svizzera dal 3 al 9 febbraio 1975.

## Campioni

### Singolare maschile
Jiří Hřebec ha battuto in finale  Ilie Năstase con il punteggio di 6–1, 7–6, 2–6, 6–4

### Doppio maschile
- Doppio non disputato